# کنراد واشلفسکی
کنراد واشلفسکی (انگلیسی: Konrad Wasielewski؛ زادهٔ ۱۹ دسامبر ۱۹۸۴) قایقران روئینگ اهل لهستان است.
وی در مسابقات کشوری و بین‌المللی در مجموع برندهٔ ۶ مدال طلا، ۱ مدال نقره شده‌است.